# Marcus Meinhardt
Marcus Meinhardt (né en 1975 à Belzig, Brandebourg) est un musicien allemand de tech house.

## Biographie
Son premier single sort en 2004. Trois ans plus tard, il fonde le label berlinois UponYou Records avec le producteur Marco Resmann (DJ résident au Watergate) et Hawks. En 2012, il fonde son propre label discographique Heinz Music. Meinhardt est DJ résident du club techno Kater Blau à Friedrichshain, et est considéré comme l'une des personnalités les plus influentes de la scène techno berlinoise,,.

## Discographie

### Albums studio
- 2009: Barfuss Oder Lackschuh (Gastspiel Recordings)

### EP
- 2007 : Paper Plane (Upon.You)
- 2007 : Buenaz Nochez (Upon.You)
- 2013 : Eden Garden (Katermukke)
- 2014 : Dolly (Katermukke)

### Singles
- 2012 : Checkpot (Upon.You)
- 2013 : Belvedere (Voltage Musique Records)